# Dingir

Caracterul Dingir (cuneiformă sumeriană)

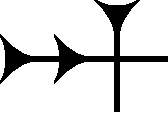
Dingir în akkadiană

În limba sumeriană Dingir înseamnă zeu sau zeiță. 
Dingir (transliterat diĝir) este un semn cuneiform, cel mai frecvent folosit ca determinant pentru zeitate, deși are și semnificații conexe. Ca determinant, acesta nu se pronunță și este convențional transliterat ca exponent „D”, așa cum se poate observa în exemplul următor: DEnki. 